# Pityrogramma ochracea
Pityrogramma ochracea là một loài thực vật có mạch trong họ Adiantaceae. Loài này được (C. Presl) Domin miêu tả khoa học đầu tiên năm 1928.